# Bánh mì ông Màu
Bánh mì ông Màu là một bộ phim truyền hình được thực hiện bởi Điền Quân Media & Entertainment do Nguyễn Quang Minh làm đạo diễn. Phần 1 của phim phát sóng vào lúc 19h55 từ thứ 2 đến thứ 5 hàng tuần bắt đầu từ ngày 5 tháng 10 năm 2020 và kết thúc vào ngày 4 tháng 3 năm 2021, phần 2 của phim phát sóng vào lúc 19h55 từ thứ 2 đến thứ 5 hàng tuần bắt đầu từ ngày 14 tháng 6 năm 2021 đến ngày 15 tháng 7 năm 2021, phát sóng trở lại vào ngày 10 tháng 1 năm 2022 và kết thúc vào ngày 10 tháng 3 năm 2022 trên kênh HTV7.

## Nội dung
Bánh mì ông Màu xoay quanh hành trình tìm lại ước mơ thuở ấu thơ của ông Màu (Thanh Nam) – chủ tịch công ty bất động sản. Đang nổi đình đám trên thương trường nhưng ông quyết định gác lại chuyện công ty, giao con cái tiếp quản để đi bán bánh mì, tự mình gầy dựng lại thương hiệu bánh mì của gia đình từ con số không.

## Diễn viên

### Diễn viên chính
- Thanh Nam trong vai Ông Màu[7][8]
- Hoài An trong  trong vai Bà Vân[9]
- Khương Dừa trong vai Minh Dừa[10]

### Phần 1
- Tường Vi trong vai Thanh Hà
- Trương Phú (Shin) trong vai Bé Ken
- Quang Tuấn trong vai Minh Quang
- Cao Minh Đạt trong vai Quốc Cường
- Dương Cẩm Lynh trong vai Như Quỳnh
- Yeye Nhật Hạ trong vai Tú Quyên
- Lê Minh Thành trong vai Tấn Phát
- Huỳnh Điệp Kiều Ngân trong vai Tinh Tinh
- Hồ Bích Trâm trong vai Trúc Linh
- Ngô Phương Anh trong vai Bích Ngọc
- Vũ Ngọc Ánh trong vai Thùy Nga
- Anh Tài trong vai Thế Tùng

### Phần 2
- Lương Thế Thành trong vai Minh Khôi
- Ngô Phương Anh trong vai Hoàng Hảo
- Lý Bình trong vai Minh Quân
- Trương Quỳnh Anh trong vai Kim Chi
- Huy Cường trong vai Ông Dũng
- Đào Vân Anh trong vai Bà Lan
- Đoàn Minh Tài trong vai Minh Quang
- Ngân Quỳnh trong vai Bà Lệ
- Đàm Phương Linh trong vai Tú Quyên
- Lê Nam trong vai Ông Nam
- Phương Dung trong vai Bà Dung

Cùng một số diễn viên khác....

## Nhạc phim
| Danh sách nhạc phim theo thứ tự xuất hiện | Danh sách nhạc phim theo thứ tự xuất hiện | Danh sách nhạc phim theo thứ tự xuất hiện | Danh sách nhạc phim theo thứ tự xuất hiện | Danh sách nhạc phim theo thứ tự xuất hiện |
| STT                                       | Nhan đề                                   | Phổ lời                                   | Nghệ sĩ                                   | Thời lượng                                |
| ----------------------------------------- | ----------------------------------------- | ----------------------------------------- | ----------------------------------------- | ----------------------------------------- |
| 1.                                        | "Bánh mì ông Màu"                         | The 199X                                  | Neon                                      | 3:03                                      |
| 2.                                        | "Gánh nặng đời cha"                       | The 199X                                  | Long Nón Lá                               | 3:37                                      |
| 3.                                        | "Dầy vò"                                  | The 199X                                  | Kaisoul                                   | 4:04                                      |
| 4.                                        | "Nơi ta thuộc về"                         | Lê Hữu Nhân                               | Mai Tiến Dũng                             | 4:47                                      |
| 5.                                        | "Thế giới cô đơn"                         | Lê Hữu Nhân                               | Trương Quỳnh Anh Lê Hữu Nhân              | 3:44                                      |

## Giải thưởng
| Năm  | Giải thưởng   | Hạng mục                                | (Người) đề cử     | Kết quả   | Tham khảo            |
| ---- | ------------- | --------------------------------------- | ----------------- | --------- | -------------------- |
| 2020 | Ngôi Sao Xanh | Gương mặt truyền hình triển vọng        | Yeye Nhật Hạ      | Đoạt giải | [ 11 ] [ 12 ] [ 13 ] |
| 2020 | Ngôi Sao Xanh | Gương mặt truyền hình triển vọng        | Khương Dừa        | Đề cử     | [ 14 ]               |
| 2020 | Ngôi Sao Xanh | Phim truyền hình xuất sắc nhất          | —                 | Đề cử     | [ 14 ]               |
| 2020 | Ngôi Sao Xanh | Đạo diễn xuất sắc nhất                  | Nguyễn Quang Minh | Đề cử     | [ 14 ]               |
| 2020 | Ngôi Sao Xanh | Nam diễn viên truyền hình xuất sắc nhất | Thanh Nam         | Đề cử     | [ 14 ]               |
| 2020 | Ngôi Sao Xanh | Nam diễn viên truyền hình xuất sắc nhất | Cao Minh Đạt      | Đề cử     | [ 14 ]               |
| 2020 | Ngôi Sao Xanh | Nam diễn viên truyền hình xuất sắc nhất | Quang Tuấn        | Đề cử     | [ 14 ]               |
| 2020 | Ngôi Sao Xanh | Nữ diễn viên truyền hình xuất sắc nhất  | Dương Cẩm Lynh    | Đề cử     | [ 14 ]               |
| 2021 | Ngôi Sao Xanh | Gương mặt truyền hình triển vọng        | Lý Bình           | Đoạt giải | [ 15 ]               |
| 2021 | Ngôi Sao Xanh | Đạo diễn xuất sắc nhất                  | Nguyễn Quang Minh | Đoạt giải | [ 15 ]               |
| 2021 | Ngôi Sao Xanh | Phim truyền hình xuất sắc nhất          | —                 | Đề cử     | [ 14 ] [ 16 ]        |
| 2021 | Ngôi Sao Xanh | Nam diễn viên truyền hình xuất sắc nhất | Huy Cường         | Đề cử     | [ 14 ] [ 16 ]        |
| 2021 | Ngôi Sao Xanh | Nam diễn viên truyền hình xuất sắc nhất | Lương Thế Thành   | Đề cử     | [ 14 ] [ 16 ]        |
| 2021 | Ngôi Sao Xanh | Nữ diễn viên truyền hình xuất sắc nhất  | Trương Quỳnh Anh  | Đề cử     | [ 14 ] [ 16 ]        |
| 2021 | Ngôi Sao Xanh | Nữ diễn viên truyền hình xuất sắc nhất  | Hoài An           | Đề cử     | [ 14 ] [ 16 ]        |